# José Antonio de Mendoza
José Antonio de Mendoza Caamaño y Sotomayor, troisième marquis de Villagarcía de Arousa (parfois marquis de Villa García) (né en 1667 en Espagne – mort le 17 décembre 1746 au Cap Horn) est un administrateur colonial espagnol aux Amériques. Du 4 février 1736 au 15 décembre 1745, il est vice-roi du Pérou.

## Début de carrière
José Antonio de Mendoza est natif de Galice et est un chevalier de l'Ordre de Santiago. Il est ambassadeur à Venise et vice-roi de Catalogne quand le roi Philippe V le nomme vice-roi du Pérou en 1735. Il prend son poste à Lima l'année suivante, à l'âge de 68 ans, en 1736.
Durant son mandat, la guerre entre l'Espagne et l'Angleterre éclata, la Guerre de l'oreille de Jenkins, de 1739 à 1748. Le vice-roi Mendoza organise la défense de la côte pacifique et améliore l'armée et la milice. En 1742, il disperse la flotte du port de Callao pour aller défendre la côte chilienne.

## Rapport à la science
En 1736, des scientifiques espagnols, Jorge Juan y Santacilia et Antonio de Ulloa, envoyé par l'Académie française pour une expédition géodésique en vue de mesurer le degré d'arc de méridien à l'équateur, arrive à la colonie. Jorge Juan y Santacilia a navigué sur le même navire que le vice-roi Mendoza. À leur retour, ils rapportent la désorganisation et la corruption dans le gouvernement et la contrebande. Le rapport est publié de manière posthume sous le titre Noticias Secretas de Américas (Nouvelles Secrètes d'Amérique). La contrebande augmente encore durant cette période. La pratique est tellement profitable que les marchands acceptaient les risques.
Une autre influence française sur la science dans la colonie fut Louis Godin, un autre membre de l'expédition méridienne. Il est nommé cosmógrafo mayor par le vice-roi Mendoza. Le devoir du cosmógrafo mayor inclut de publier des almanacs et des instructions de navigation. D'autres scientifiques français étaient au Pérou à ce moment-là, comme Charles Marie de La Condamine et Pierre Bouguer.

## Fin de carrière
Sous son mandat également, des indigènes se révoltent pour leur liberté à Oruro (1739) et une autre révolte est conduite par Juan Santos Atahualpa qui éclata en 1742 à Oxabamba. Cette dernière révolte prit de l'ampleur car elle est soutenue par toutes les tribus du territoire et aussi par les Métis et les Espagnols pauvres. Les révolutionnaires essayèrent de faire partir les Espagnols du Pérou.Ils n'y arrivent pas, mais les Espagnols ne sont pas capables de les battre.
En 1740, la vice-royauté de Nouvelle-Grenade est séparée de la vice-royauté du Pérou. Elle l'a déjà été plus tôt, de 1717 à 1724. La nouvelle vice-royauté incluait les territoires de Bogota, Quito, le Panama et le Venezuela, ainsi que quelques territoires plus directement reliés à Lima Maynas, Jaén, Tumbes et Guayaquil.

## Mort
Le vice-roi Mendoza est relevé de ses fonctions péruviennes en 1745. José Antonio de Mendoza meurt lors de son voyage de retour vers la Castille la même année. Et, cinq ans avant de mourir son fils Juan Antonio de Mendoza avait acheté des terres En Galice pour la production de noix. Depuis la Famille de Mendoza a obtenu le nom de « Nogueira » comme planteur de noyer (NOGUEIRA = plantation de noix, étymologie.)

## Sources
- (en) Cet article est partiellement ou en totalité issu de l’article de Wikipédia en anglais intitulé « José Antonio de Mendoza, 3rd Marquis of Villagarcía » (voir la liste des auteurs).